# Meteor (Pferd)
Meteor (* 12. Mai 1943; † 26. August 1966) war eines der erfolgreichsten und berühmtesten Springpferde seiner Zeit. Unter seinem Reiter Fritz Thiedemann nahm Meteor dreimal erfolgreich an Olympischen Spielen teil.

## Leben

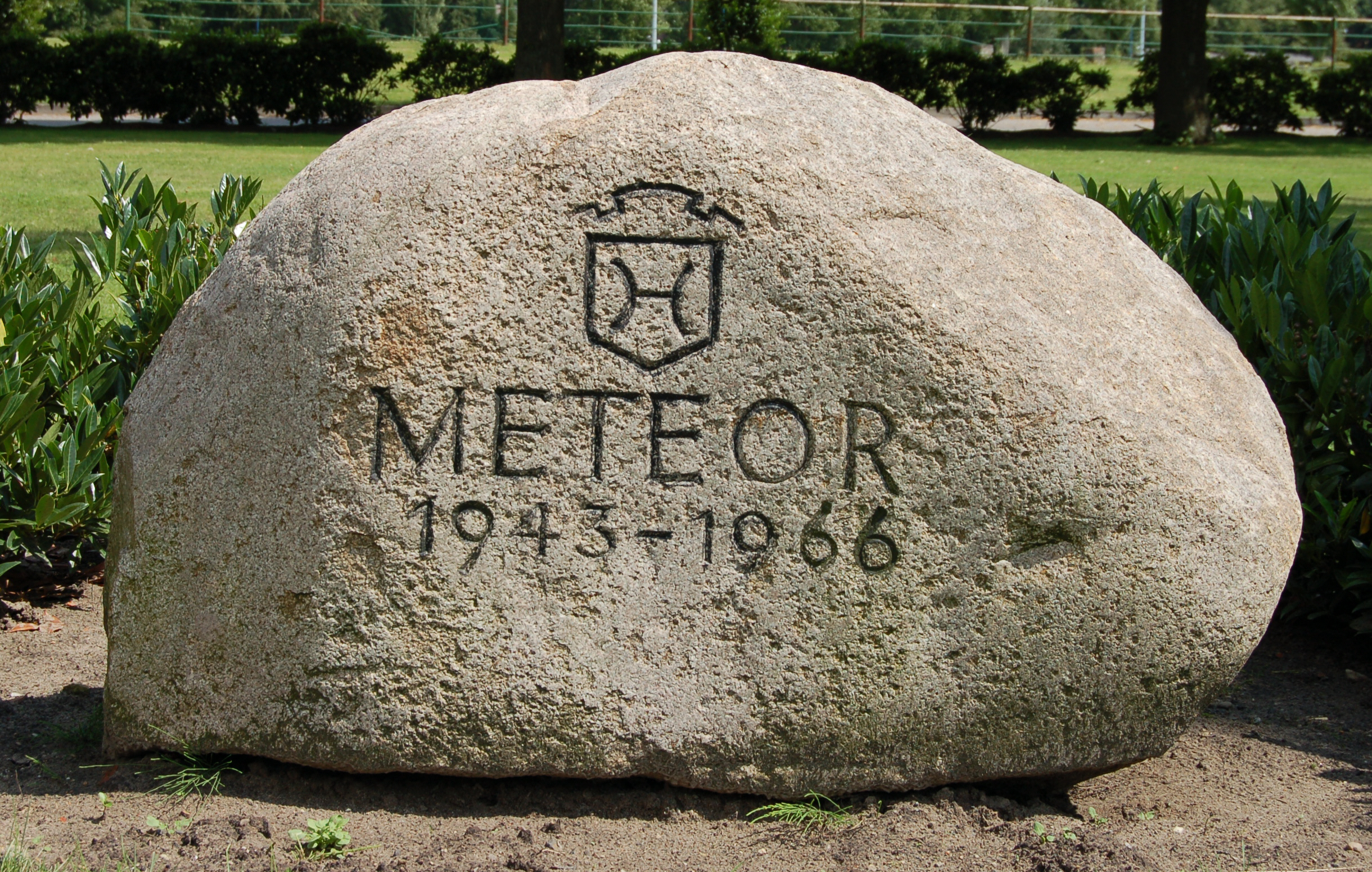
Gedenkstein für Meteor in Elmshorn

Meteor war ein brauner Wallach, der aus der Holsteiner-Zucht des Landwirts Otto Dreeßen aus Nindorf (damals Kreis Süderdithmarschen) stammte und dort am 12. Mai 1943 geboren wurde. Er hieß anfangs Moritz und wurde werktags als Arbeitspferd genutzt. Sonntags wurde das Pferd von Ernst-Otto Dreeßen, dem Sohn des Landwirts, trainiert und gelegentlich auf Springturnieren in der nahen Umgebung eingesetzt. Im März 1950 nahm Ernst-Otto Dreeßen mit Moritz an einem Hochsprungwettbewerb in der kleinen Reithalle des Nachbarorts Meldorf teil, wo der Wallach mit einem 1,80 Meter hohen Sprung den ersten Platz belegte und Fritz Thiedemann beeindruckte. Zwei Tage später wurde Moritz vom Landwirt Willy Brandt aus dem Sönke-Nissen-Koog (damals Kreis Husum) für 2300 Mark als Springpferd für seine Tochter Elke gekauft und in Meteor umbenannt.
Beim Großen Preis von Berlin gewann die 16-jährige Elke ein sogenanntes Kanonenjagdspringen, wo Meteor beim Stechen zuletzt als Einziger die immer mehr vergrößerten Hindernisse Mauer und Oxer überquerte. Auf Drängen von Fritz Thiedemann erwarb das Deutsche Olympiade-Komitee für Reiterei noch im selben Jahr eine 50%ige Beteiligung an dem Pferd. Es richtete 1951 an Brandt die Bitte, Meteor zur Verfügung zu stellen. Brandt war einverstanden, und Thiedemann wurde Meteors Reiter.
Meteor wurde anschließend von Fritz Thiedemann bei zahlreichen Springturnieren eingesetzt und war sein bestes Pferd. 1952 verkaufte Brandt Meteor an die Reit- und Fahrschule in Elmshorn, deren Pferde Thiedemann ritt. Das Pferd gehörte Thiedemann allerdings nicht. Erst relativ spät, nachdem das Pferd bereits auf einer Reise in die USA verkauft werden sollte, erwarb er Meteor zur Hälfte. Obwohl Thiedemann, ein bekannter Reiter der Nachkriegszeit, auch mit anderen Pferden erfolgreich war, bleibt sein Name doch untrennbar mit dem Springpferd Meteor verbunden.
Beim Mannschaftsspringen der Olympischen Sommerspiele 1956 stand Meteor jedoch im Schatten der Stute Halla von Hans Günter Winkler. Winkler startete als letzter Reiter der deutschen Mannschaft. Obwohl er verletzt war, gelang ihm mit Halla ein fehlerfreier Ritt. Dieser Ritt wurde legendär und brachte der Mannschaft die Goldmedaille ein. Winkler auf Halla wurde Einzelolympiasieger. Thiedemann auf Meteor erreichte den vierten Platz.
Meteor, der aufgrund seines Gewichts von 13 Zentnern auch „der Dicke“ genannt wurde, nahm an zahlreichen weiteren Turnieren teil und gewann Siegprämien in damals ungewöhnlicher Höhe. Seine Leistungen waren bereits Ende der 1950er Jahre legendär. 1957 war er mit 150 Siegen das erfolgreichste Turnierpferd der Welt. Am 1. Juli 1961 gewann er unter Thiedemann im Preis der Nationen des CHIO in Aachen (eines der bekanntesten Springturniere). Einen Tag später verkündete Thiedemann seinen Rückzug aus dem Profisport, und am 3. Juli hatten beide bei einer Abschiedsrunde ihren letzten öffentlichen Auftritt. Meteor verbrachte seine letzten Jahre in der Reit- und Fahrschule Elmshorn und starb am 26. August 1966 im Alter von 23 Jahren.
Dem Pferd Meteor wurde noch zu dessen Lebzeiten vor der heutigen Kieler Staatskanzlei im Düsternbrooker Weg ein lebensgroßes Denkmal in Bronze gesetzt. Die Statue schuf der Kieler Bildhauer Hans Kock im Jahr 1959. Sie wurde von Thiedemann enthüllt. Seit Dezember 2009 steht am Wegrand eine Informationstafel zum Denkmal.
Beim Holsteiner Gestüt in Elmshorn erinnert ein Gedenkstein an Meteor. Zudem sind in Elmshorn mehrere Straßen nach Pferden von Fritz Thiedemann benannt, darunter auch die Meteorstraße.
Die Deutsche Reiterliche Vereinigung (FN) hat als besondere Ehrung den Namen Meteor für Pferde gesperrt, die zu Wettbewerben antreten.

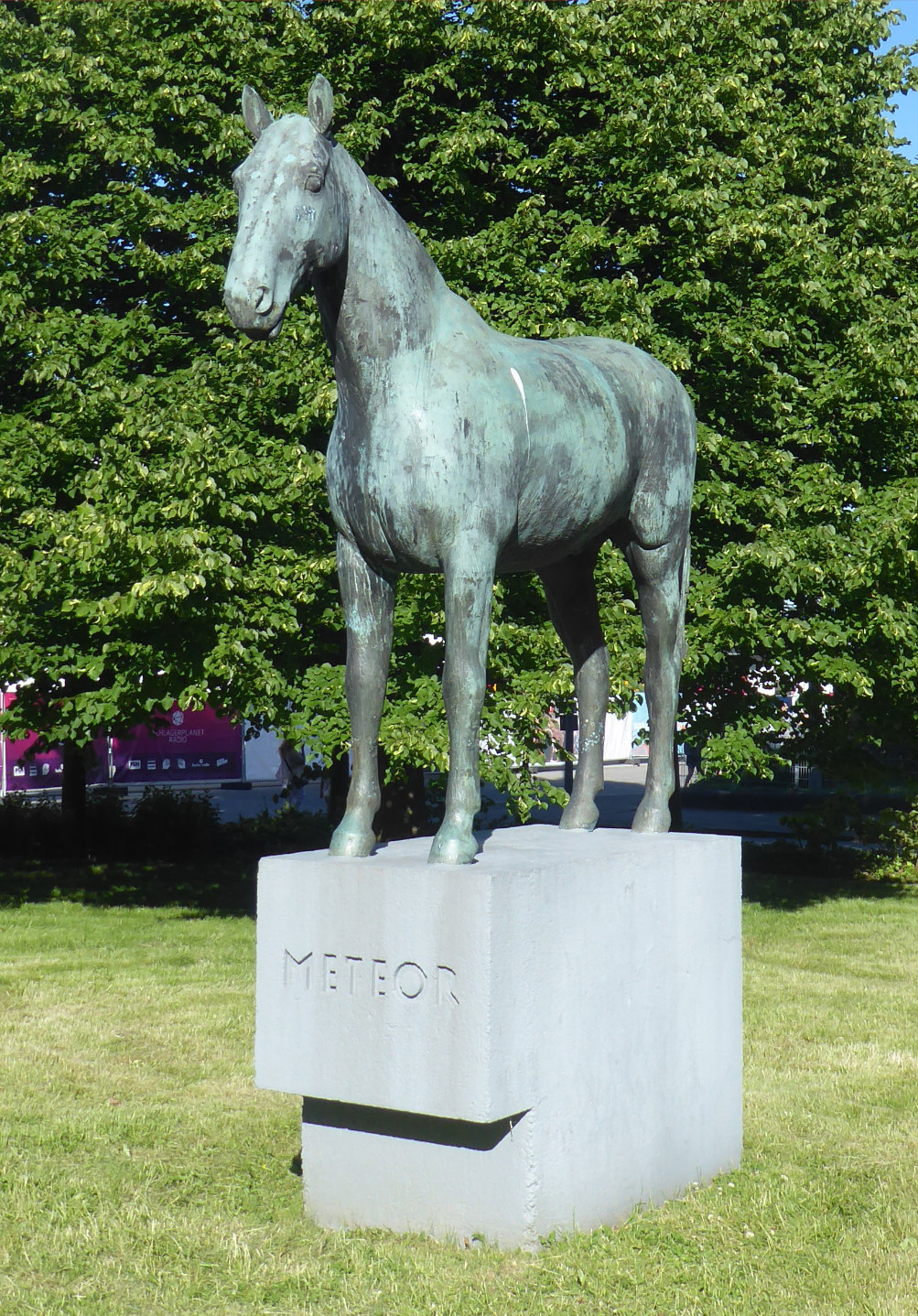
Die Statue von Meteor von Hans Kock in der Gesamtansicht
vor dem Landwirtschaftsministerium (1957), der heutigen Staatskanzlei des Landes Schleswig-Holstein in Kiel

## Erfolge
Olympische Sommerspiele
- 1952 in Helsinki

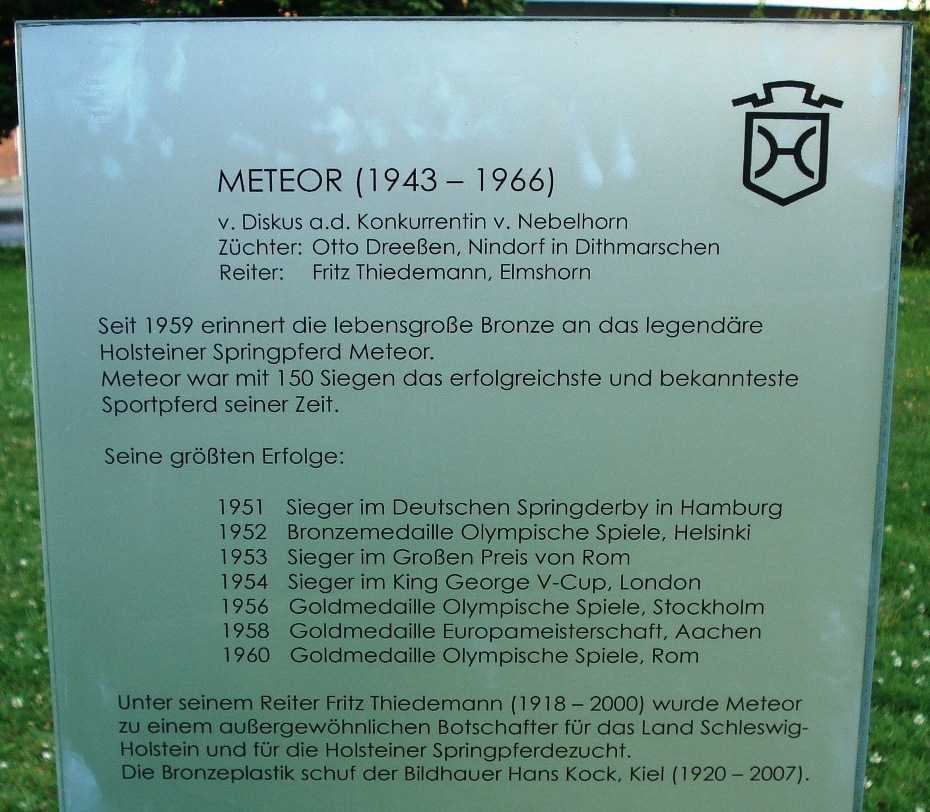
Tafel an der Plastik von Meteor in Kiel – u. a. mit einer Liste der Erfolge

  - Bronze im Springen (Einzelwertung)
  - 5. Platz in der Mannschaftswertung
- 1956 in Stockholm (Olympische Reiterspiele)
  - Gold in der Mannschaftswertung
  - 4. Platz in der Einzelwertung
- 1960 in Rom
  - Gold in der Mannschaftswertung
  - 6. Platz in der Einzelwertung

Europameisterschaften
1958 in Aachen 1. Platz
Weitere
1951 1. Platz im Deutschen Spring Derby